# Abalistes
Abalistes, rod od triju vrsta pelagijskih riba raširenih u sva tri velika oceana; Indopacifik i istočni Atlantik. Pripada porodici Balistidae, red Tetraodontiformes.

## Vrste
- Abalistes filamentosus
- Abalistes stellaris
- Abalistes stellatus

Vrsta Abalistes stellaris nalazi se i na poštanskoj marci Mozambika